# Margherita Occhiena
Margherita Occhiena (Turim, 1 de abril de 1788 - Capriglio, 25 de novembro de 1856) foi mãe de São Dom Bosco e trabalhou com os pobres e os menos afortunados. O Papa Bento XVI a proclamou Venerável em 2006.

## Biografia
Margherita Occhiena nasceu em 1 de abril de 1788 em Capriglio, Asti, o sexto de dez filhos. As meninas do campo naquela época trabalhavam na fazenda em vez de frequentar a escola, então Margherita não aprendeu a ler ou escrever. Aos 24 anos, casou-se com um amigo da família, Francesco Bosco, um viúvo cuja esposa e filha haviam morrido logo após o parto, deixando-o com um filho de três anos. A família se estabeleceu em Becchi, uma aldeia de Castelnuovo d'Asti (hoje Castelnuovo Dom Bosco). A morte de seu marido, em maio de 1817, deixou Margherita, 29 anos, mãe solteira, com três filhos: Antonio, Giuseppe e Giovanni (Dom Bosco). Ela também ajudou sua sogra .
Uma mulher forte, com ideias claras, Margherita criou seus filhos com um regime de viver sóbrio ao mesmo tempo rigoroso, mas razoável. Os meninos eram bem diferentes em temperamento. Ainda assim, Margherita se certificou de apresentar-lhes o início de uma educação cristã. Ela deu a eles o exemplo de fé, sabedoria e coragem para enfrentar as dificuldades da vida.
Enquanto Antonio serviu como o vendedor do pão para a família, ele também dificultou a vida de seu irmão mais jovem e estudioso, João. Para manter a paz na família, Margherita convenceu Antonio a deixar João sair de casa para continuar seus estudos. Com o apoio de sua mãe, João foi capaz de completar seus estudos e ser ordenado um sacerdote.
Com seus filhos crescidos, Margherita deixou sua amada vila de Colle e, aos 58 anos, mudou-se para a cidade de Turim. Lá, ela ajudou João, agora chamado "Dom Bosco", em seu trabalho com os meninos pobres e abandonados que estavam se reunindo na cidade. Nos dez anos seguintes, serviu como mãe de aluguel, pelo apelido de "Mamma Margherita", para as centenas de meninos que são cuidados e educados por Dom Bosco.
A escola e o clube de meninos chamado Oratório continuaram a se expandir. Alguns dos meninos mais velhos ficaram para ajudar no trabalho iniciado por Dom Bosco. Ele os transformou em uma ordem religiosa que chamou de salesianos (em homenagem ao santo francês Francisco de Sales).
Embora ela própria fosse analfabeta, a sabedoria e a bondade de Margherita tornaram-se o modelo para o "sistema preventivo" que foi a base da abordagem educacional de Dom Bosco. Ao longo de sua vida, Margherita colocou Deus em primeiro lugar e acima de tudo, consumido em uma vida de pobreza, oração e sacrifício. Morreu aos 68 anos em Turim, em 25 de novembro de 1856.

## Causa da beatificação
A causa de beatificação de Margherita Occhiena começou em 7 de março de 1995 com a declaração de "nihil obstat" (nada contra) pela Congregação para as Causas dos Santos do Papa João Paulo II, declarando-a assim uma Serva de Deus. Em 23 de outubro de 2006, o Papa Bento XVI a proclamou Venerável, tendo vivido uma vida de virtude heróica.